# Arentheem College Thomas a Kempis
Het Thomas a Kempis College is een middelbare school in Arnhem gelegen aan de Thomas a Kempislaan. De school biedt onderwijs aan voor gymnasium, atheneum en havo. Samen met het Titus Brandsma College en het Leerpark Presikhaaf vormt het Thomas a Kempis het Arentheem College.
Uit praktische overwegingen is de school bij de bouw vernoemd naar de weg waar deze school aan is gelegen.

## Geschiedenis van het gebouw

### Realisatie van het gebouw
In 1961 werd er toestemming verleend door de provinciale dienst om aan de Thomas a Kempislaan een nieuw schoolgebouw neer te zetten. Hiervoor moest eerst het bestemmingsplan van van het perceel worden gewijzigd. Het ontwerp werd geleverd door architectenbureau Wiegerinck en Van Balen. De bouw werd aanbesteed aan de Nationale Bouwonderneming Tilburg voor het bedrag van 1.428.600 gulden. Bij de aanbesteding hadden maar liefst 86 partijen interesse in de uitvoering van de bouw. De officiële opening van het gebouw vond plaats op 7 mei 1962.
Het gebouw wordt gerealiseerd in Bauhaus-architectuur: modernistisch en functioneel. Er wordt gebruikgemaakt van skeletbouw waarbij veel beton en glas wordt toegepast.

### Grootschalige verbouwing
In 2002 fuseert het Thomas a Kempis met het Christelijk Lyceum Arnhem. Het is de bedoeling dat na de fusie een gebouw volstaat, in plaats van twee. Er wordt gekozen om het bestaande complex van het Thomas a Kempis grondig te verbouwen zodat het een groter aantal leerlingen kan huisvesten. Deze optie wordt verkozen boven een uitbreiding van het gebouw van het Christelijk Lyceum en nieuwbouw, omdat het Thomas a Kempis beschikt over een ruime sportaccommodatie, goede bereikbaarheid en een fraaie architectuur en ligging.
In een periode van 2002 tot 2004 vindt de verbouwing plaats. De complexiteit van de verbouwing maakte het noodzakelijk om een andere locatie te betrekken tijdens de werkzaamheden. De schoolpopulatie verhuist naar het gebouw van het Christelijk Lyceum. Ook wordt er een tijdelijk noodgebouw van twee verdiepingen op het grasveld voor het Thomas a Kempis neergezet.
Voor de verbouwing werd de architect Gert Grosfeld van architectenbureau GroenSchurinkGrosfeld in de hand genomen. Uitgangspunt hierbij was dat het uiterlijk van het bestaande gebouw zo veel mogelijk bleef gehandhaafd. Er werd 3700 m² ruimte gecreëerd zonder dat het silhouet van het gebouw werd aangetast. De belangrijkste veranderingen zijn de drie torens die de voormalige aula vullen, de nieuwe aula met tribune en de glazen oostgevel met trappenhuis en lift. Ook werd er een nieuwe hoofdingang aan de oostgevel gesitueerd als vervanging voor de hoofdingang aan de westvleugel.

### Tweede verbouwing
In 2007 vond er nogmaals een verbouwing plaats om de toestroom van leerlingen na de eerste verbouwing op te kunnen vangen. Hierbij werd er een volledig nieuwe vleugel ingericht met onder andere een nieuw muzieklokaal.

## Organisatie
Organisatorisch is de school opgedeeld in vijf docententeams. Aan het hoofd van ieder docententeam staat een afdelingsleider. Op dit moment zijn er afdelingsleiders voor havo onderbouw, atheneum onderbouw, gymnasium onderbouw, havo bovenbouw en vwo/gymnasium bovenbouw.

## Schoolkrant
De schoolkrant van het Thomas a Kempis heet Takkie, naar de gelijknamige hond uit de Jip & Janneke boeken van Annie M.G. Schmidt. Een grote pluchen knuffel van Takkie fungeert als mascotte voor de schoolkrant. Er is besloten de schoolkrant Takkie te noemen omdat de eerste drie letters hiervan de afkorting vormen van Thomas a Kempis.
In 2015 werd de Takkie bij de uitreiking van de School Media Awards bekroond tot beste schoolkrant van 2015. 

## Bekende oud-leerlingen
- Marcel van Roosmalen, schrijver en columnist
- Sjoerd van Ramshorst, presentator Studio Sport
- Hannah Hoekstra, actrice
- Bert Simhoffer, operazanger
- Aiko Beemsterboer, actrice
- Thomas Rosenboom, schrijver